# وادي سنترال

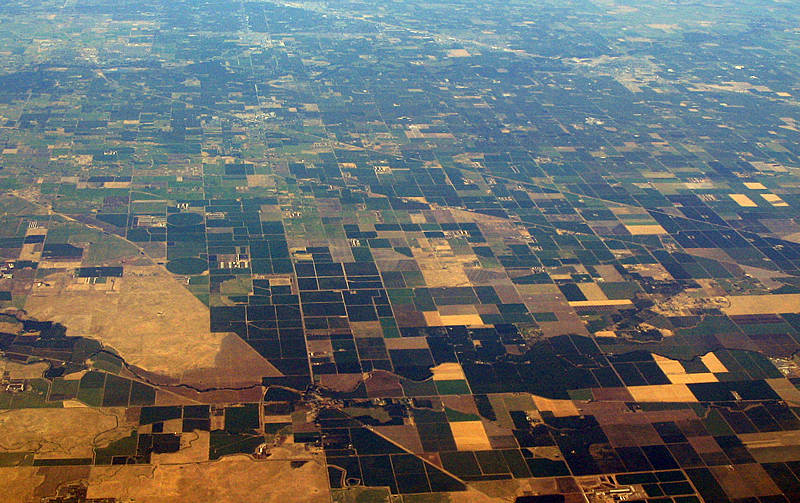
صورة جوية لجزء من سنترال فالي.

وادي سنترال (بالإنجليزية: Central Valley)‏ هو واد كبير يقع في ولاية كاليفورنيا بالولايات المتحدة الأمريكية. يمتد إلى حوالي 500 ميل (800 كم) من الشمال إلى الجنوب. ويشار على نصفه الشمالي إلى وادي سكرامنتو، والنصف الآخر في الجنوب وادي سان جواكين. وادي ساكرامنتو تجمع من الأمطار نحو 20 بوصة من الأمطار سنويا، ولكن وادي سان جواكين جاف جدًا، وكان في أغلب الأحيان كأنه صحراء قاحلة. مساحة سنترال فالي حوالي 42,000 ميلا مربعًا، مما يجعله تقريبًا بنفس حجم ولاية تينيسي.